# Nagy pecsétírás
Nagy pecsétírásnak nevezik a kínai írás legkorábbi emlékeit képviselő jóslócsont-feliratokon látható írásjegytípus későbbi változatát, amely már a Sang (Shang)-korból származó rituális bronzedények vésett feliratain is megjelenik. Jellemzően a Csou (Zhou)-dinasztia korában használt írástípus, amelynek időbeli és térbeli elterjedését tekintve számos változata létezett. A nagy pecsétírás az i. e. 3. század végén, a Csin (Qin)-dinasztia idején végrehajtott, az írásmódok egységesítését célzó központi írásreform során szűnt meg, átadva helyét a kis pecsétírásnak és a kancellár írásnak. Kevés fennmaradt emlékkel rendelkezik, amelyeket bronzedények vagy kőbe vésett feliratok tartalmaznak.

## Előzményei
A jelenlegi ismeretek alapján a kínai írás legkorábbi emlékeit azok az úgynevezett jóslócsont-feliratok (csia-ku-ven (jiaguwen)) 甲骨文 képviselik, amik a Sang–Jin (Shang-Yin)-dinasztia Vu Ting (Wu Ding) királyának (i. e. 1250–1192) idejéből, az egykori főváros, Anjang (Anyang) területéről kerültek elő. Ezeken a csontokra, teknőspáncélra karcolt feliratokon kívül azonban már a Sang (Shang)-dinasztia idejéről is ismertek rituális bronzedényekre vésett feliratok. Tágabb értelmezésében vannak, akik már a jóslócsont-írást is a nagy pecsétírás kategóriájába sorolják, de szigorúbban véve csak a Nyugati és Keleti Csou (Zhou)-dinasztia idején használt írásformákat tekintik nagy pecsétírásnak.
Amikor az i. e. 11. században a Sang (Shang)-dinasztia uralmát megdöntötte az addig évszázadok óta a fennhatósága alatt álló, harcias, de kulturális tekintetben fejletlenebb Csou (Zhou)-ház, az új dinasztia megalapításakor számos egyéb kulturális vívmány mellett az írást, az írás használatának gyakorlatát is átvették. A jelenleg általánosan elterjedt tudományos álláspont szerint a Csou (Zhou)-dinasztia idején használt írás közvetlen előzménye a Sang (Shang)-kori jóslócsont-feliratok írása. Régészetileg bizonyított, hogy a csou (zhou)k már a dinasztiájuk alapítása előtt átvették a sang (shang) írást, ám az további kutatásokat igényel, hogy a kulturálisan, életmódját és nyelvét tekintve is eltérő csou (zhou) törzs az írást illetően milyen kapcsolatban állt a sang (shang)okkal. Tény ugyanis, hogy a kutatók a Sang (Shang)-korból származó, mintegy 4000 önálló (számtalan változatban létező) írásjegy közül csak 1500-2000 darabról feltételezik, hogy sikerült a később használatos írásjegyek valamelyikének előzményeként azonosítani.

## Kialakulása
A kínai történetírói hagyomány szerint a számtalan változatban létezett írásjegyek első kanonizálását a Csou (Zhou)-ház egyik uralkodója, Hszüan (Xuan) 宣 király (i. e. 827–782) rendelte el, a feladattal pedig a „Történész” Csou (Zhou)t (Si Csou (Shi Zhou) 史籀) bízta meg. Így született meg a kínai írás „Csou (Zhou) írásának” (Csou ven (Zhou wen) 籀文) nevezett változata, amelyet az utókor a „nagy pecsétírás” néven ismer és tart számon. Az írásjegyek új stílusának formáját a „Si Csou (Shi Zhou) kötete” (Si Csou pien (Shi Zhou pian) 《史籀篇》) című gyűjtemény rögzítette, amelyet hagyományosan kb. i. e. 800 körülre datálnak, de a töredékekből ismert mű keletkezési idejét néhány modern kutató inkább helyezi a Hadakozó fejedelemségek vagy a Csin (Qin)-dinasztia korába.

## Elnevezése
Az i. e. 3. században végrehajtott, az írásegyesítést célzó írásreform idejéig értelemszerűen nem létezett a „nagy pecsétírás” megnevezés. Ezen a néven csak azután kezdeték el jelölni a Csin (Qin)-kor előtti írásokat, hogy Li Sze (Li Si) megalkotta az addigi „pecsétírás” (csuan (zhuan) 篆) standard formáját, amelyet „kis pecsétírásnak” (hsziao-csuan (xiaozhuan) 小篆) neveztek el. Leginkább a Han-kortól kezdve vált gyakorlattá a Csin (Qin)-kor előtti írásokra „nagy pecsétírások” néven hivatkozni, bár kezdetben a korabeli tudósok inkább nevezték meg egy-egy írásváltozatát önálló néven, mint hogy összefoglaló kategóriaként értelmezték volna.

## Változatai, használata

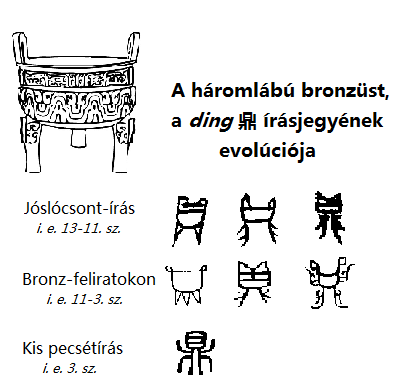
Az ókori Kínában rendkívül fontos szertartási edény, a három lábú bronzüst (ting (ding) 鼎), írásjegyének történeti alakulása a kezdeti képjeltől a Kína egyesítésekor egységesített írásformáig. A középső, a „Bronz-feliratokon” elnevezésű szakasz mutatja a nagy pecsétírásos formákat

A „nagy pecsétírás” tehát inkább egyfajta gyűjtőfogalom, ami az i. e. 3. századig használatban volt kínai írásváltozatok valamennyiét jelöli – ugyanis a régészeti bizonyítékok jól mutatják, hogy az írásnak számos változata alakult ki és volt használatban a Csin (Qin)-dinasztia megjelenéséig. Bár az írásváltozatok közös tőről fakadnak, illetve nem az érthetetlenségig, a felismerhetetlenségig különböznek egymástól, mégis elmondható, hogy a legtöbb fejedelemségnek megvolt a saját „stílusa”. Ezeket összefoglaló néven „a hat fejedelemség írásjegyei” (liu kuo ven-ce (liu guo wenzi) 六國文字) vagy a „hat(féle) pecsét(írás)” (liu csuan (liu zhuan) 六篆) néven is ismerték, és évszázadokon keresztül használták a fejedelemségek bürokratikus adminisztrációjában. De a kőbe vagy bronzba vésett feliratokon is ezeket látni, valamint az irodalmi, filozófiai, történeti műveket is ezekkel jegyezték le a korabeli íráshordozókra, bambuszcsíkokra vagy selymekre, amiket összekötve, feltekerve, „könyvtekercsek” formájában tároltak. Az ezekre és már ecsettel írt szövegek, szövegtöredékek ma csak a Hadakozó fejedelemségek korából ismertek. Ezt megelőző korokból csak fémtárgyakba (szertartási bronzedények, fegyverek, szerszámok) és kövekbe, sziklákba vésett feliratok alapján tanulmányozható a nagy pecsétírás, aminek rendkívül hasznos forrása még az i. sz. 100 körül összeállított etimológiai szótár, a Suo-ven csie-ce (Shuowen jiezi) 《說文解字》is. Ez több száz korai írásjegyváltozatot tartalmaz, amelyeket az „ősi írásjegyek” (ku-ven (guwen) 古文) néven ismertet. A műben külön kategóriát alkot az állítólag a Si Csou pien (Shi Zhou pian) 《史籀篇》 című, egykor 15 kötetet/fejezetet (pien (pian) 篇) számláló gyűjteményből származó 220 írásjegy, amelyet a mű szerzője, Hszu Sen (Xu Shen) 許慎 (kb. 58–kb. 147) „Csou (Zhou) írás(jegyei)” (Csou-ven (Zhouwen) 籀文) néven ismertet.
A nagy pecsétírás változatait szokás még az íráshordozó alapján is külön csoportokba osztani. Ilyen például a Sang (Shang)-kor végéről, valamint a Csou (Zhou)-korból származó rituális bronzedényeken, bronz- vagy más fémtárgyakon látható feliratok csoportja, melyeket általában „fém-írás”, „fém-szövegek” (csin-ven (jinwen) 金文) vagy „fémvéset-írás” (min-ven (minnwen) 銘文), illetve „(bronz)harang-üst írás” (csung-ting-ven (zhongdingwen) 鐘鼎文) néven neveznek.
A csin-ven (jinwen) típusú nagy pecsétírás különleges formai változatát képviseli az úgynevezett „madár-féreg írás” (niao-csung su (niao-chong shu) 鳥蟲書 vagy niao-csung ven (niao-chong wen) 鳥蟲文), ami a nagy pecsétírás rendkívül cirkalmas, dekoratív formája, és aminek a használata a Csou (Zhou)-dinasztia idején a déli államokban volt elterjedt.
A nagy pecsétírás ecsetírásra is alkalmas változata a különleges, kalligrafikus „ebihal”-írás.